# Fredrik Lidvall
Johan Fredrik Lidvall (russifié en Fiodor Ivanovitch Lidval), né le 1er juin 1870 (13 juin dans le calendrier grégorien) à Saint-Pétersbourg et mort le 14 mars 1945 à Stockholm, est un architecte suédois qui passa une grande partie de sa carrière en Russie où il naquit. C'était un spécialiste du Modern Style nordique.

## Biographie
Johan Fredrik Lidvall est le fils aîné d'un tailleur suédois, Johan Petter Lidvall (1827-1886), installé dans la capitale impériale qui comptait dans sa clientèle nombre de membres de l'aristocratie pétersbourgeoise et faisait même les uniformes sur mesure d'Alexandre II et d'Alexandre III. Ses fils Edvard, Wilhelm et Paul poursuivent la tradition familiale et font les livrées et les costumes d'un grand nombre d'invités du couronnement de Nicolas II en 1896.
Fredrik Lidvall commence ses études à l'école suédoise de la paroisse suédoise Sainte-Catherine qu'il termine en 1882, puis entre au Troisième lycée moderne dont il sort en 1888. Ensuite il étudie le dessin technique pendant deux ans à l'Académie Stieglitz, tout en suivant de 1890 à 1896 les cours d'architecture de l'école de l'Académie des beaux-arts de Saint-Pétersbourg. Il est l'élève les deux dernières années de Léon Benois. Il sort de l'école avec le titre d'architecte-artiste en 1896.
En 1909, il est nommé architecte-académicien et membre de l'Académie impériale des beaux-arts. Les dernières années du XIXe siècle et les années jusqu'à la révolution de 1917 sont les années les plus fructueuses de sa carrière.
Il fuit la Russie en 1918 en pleine révolution et se réfugie avec sa famille (tous ses frères seront réunis avec leurs familles en 1920 en Suède) à Stockholm. Il continue à travailler en Suède, mais il meurt dans la gêne et l'oubli en 1945 à Stockholm.

## Œuvre

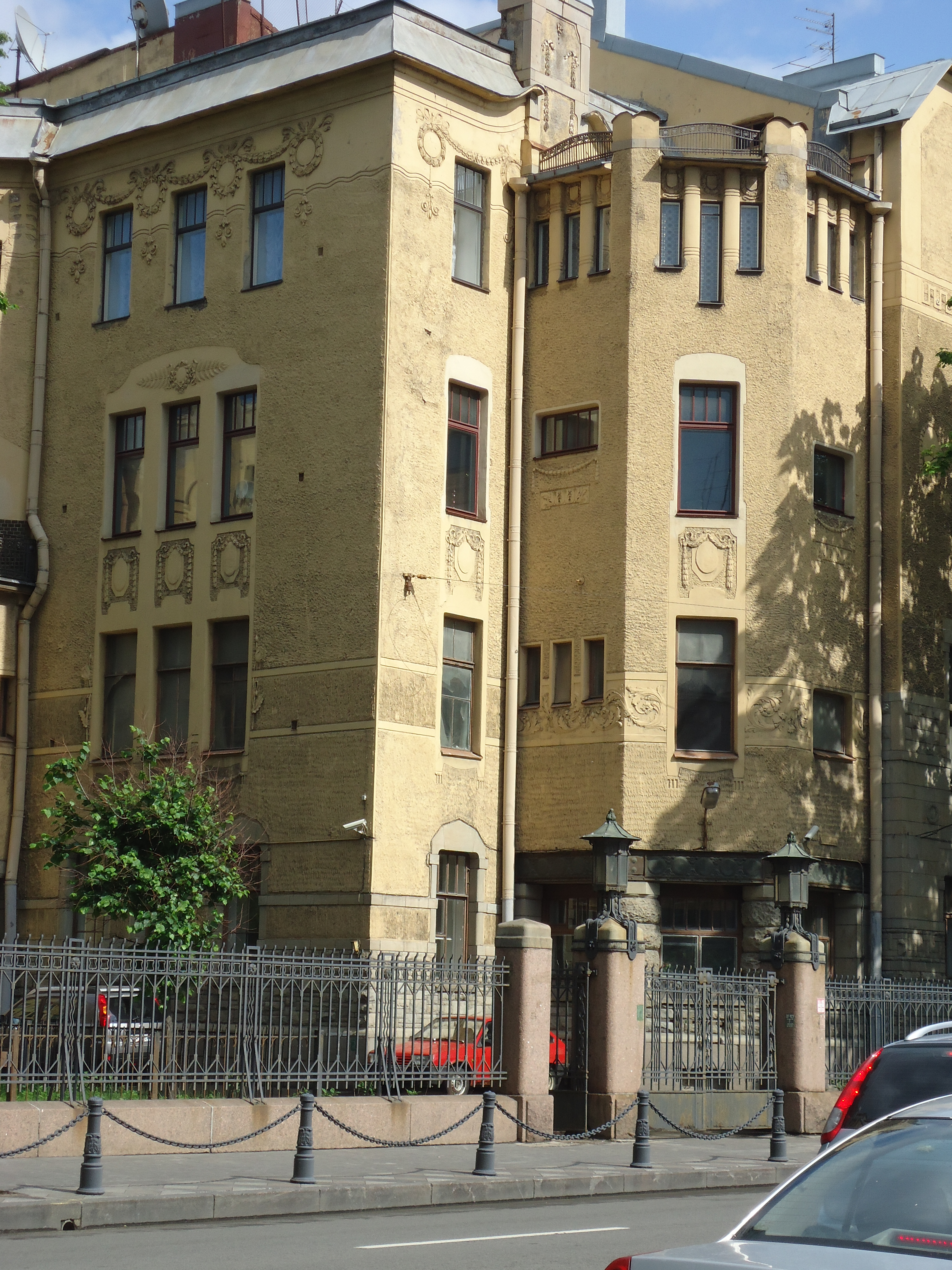
Détail de l'immeuble Lidvall à Saint-Pétersbourg

Les édifices construits par Lidvall dans les années 1890 et 1900-1910 marquent profondément l'aspect de la capitale impériale. Il est avant tout adepte du style Modern (appellation russe de l'art nouveau). L'immeuble de rapport, connu aujourd'hui sous le nom d'« immeuble Lidvall » (1899-1904), construit sur commande de sa mère Ida-Amalia Lidvall, sur la perspective Kamenoostrovski, est typique de ses premiers travaux, avec un mélange de fenêtres dans le goût pseudo-gothique toutes différentes les unes des autres. Il demeura dans cet immeuble, jusqu'à son émigration forcée en 1918.
Le bâtiment de la banque de l'Azov et du Don (1907-1913), qui se trouve rue Bolchaïa Morskaïa, démontre une parfaite maîtrise de son art, avec l'utilisation d'éléments néoclassiques (le milieu de l'édifice est orné d'un portique à colonnade). Il fait les plans ensuite d'autres filiales de cette banque à Astrakhan et à Kharkov et construit la banque du Commerce extérieur de Russie à Kiev en plein centre-ville.
Après 1910, commence une période d'épanouissement et de travail intense. Il construit l'hôtel particulier Nobel sur la perspective Lesnoï, l'hôtel Astoria sur la place Saint-Isaac, l'immeuble Tolstoï (N°15-17) de la rue de la Trinité qu'il relie par de grands arcs ouvrant sur des cours intérieures à la Fontanka, avec une autre façade (N°54).

## Quelques édifices

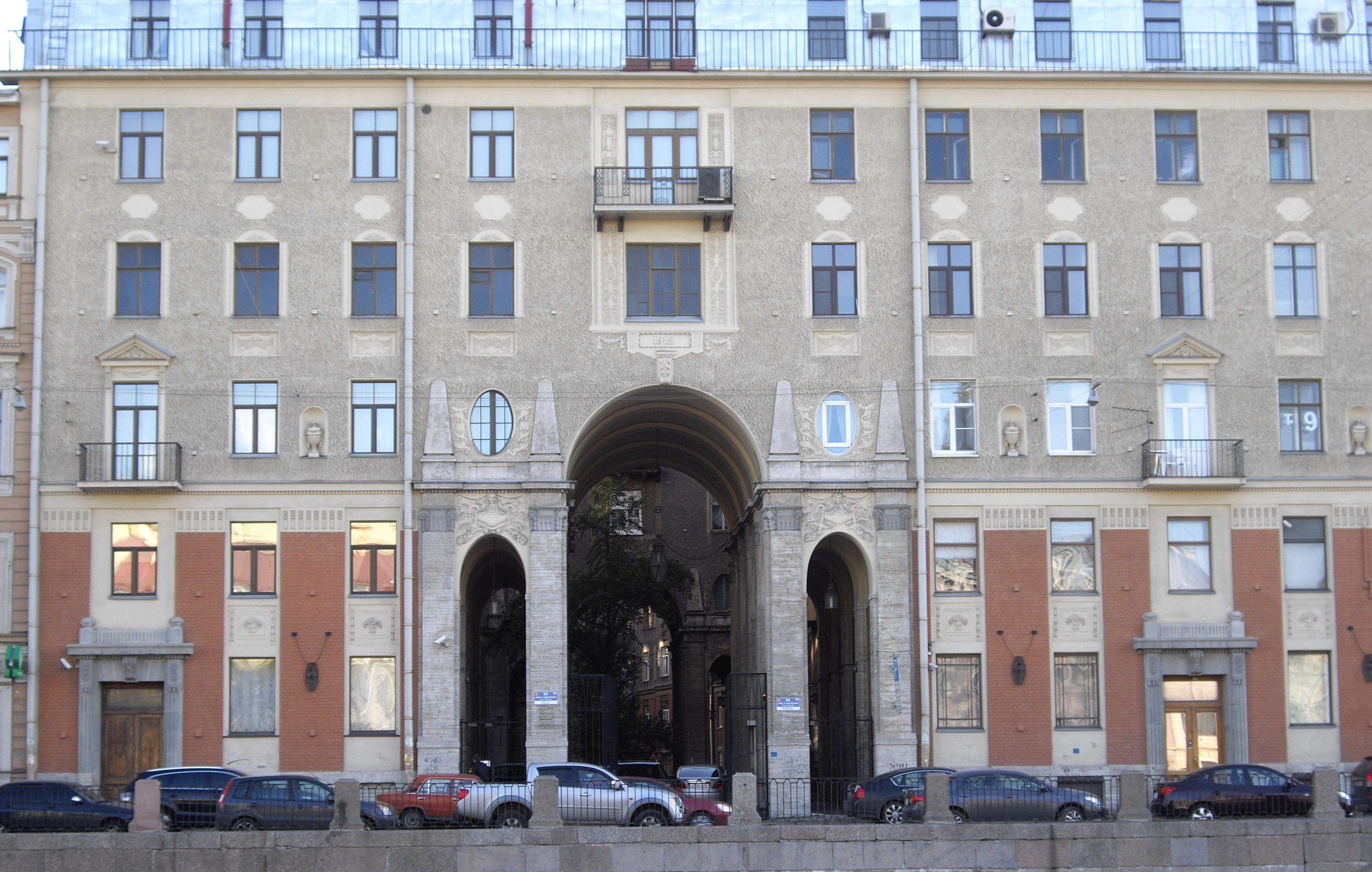
Façade de la Fontanka de l'immeuble Tolstoï à Saint-Pétersbourg

### À Saint-Pétersbourg/Pétrograd
- Perspective Kamenoostrovski N°1-3 - rue Malaïa Possadskaïa N°5: immeuble Lidvall[3] (1899-1904)
- Voie Krasnogvardeïski N°15: bâtiment de l'usine de fonderie Ekval (1896) et hôtel particulier Ekval (1901)
- Voie Koubanski N°1 - voie Toutchkov N°4: immeuble de rapport Klementz (monument architectural régional) (reconstruction en 1900)
- Rue Malaïa Possadskaïa N°17: immeuble de rapport de Charles de Ritz-a-Porta (monument architectural régional) (1902)
- Voie Apraxine N°6: hôtel des marchands appartenant à M. A. Alexandrov (1902-1903)
- Rue Malaïa Possadskaïa N°19: immeuble de rapport Lemmerich (monument architectural régional) (1904)
- Rue Malaïa Koniouchennaïa N°3: immeuble de rapport appartenant à la paroisse suédoise de Saint-Pétersbourg (1904-1905)
- Rue Bolchaïa Koniouchennaïa N°19 - voie Volinski N°8: immeuble de rapport Meltzer (monument architectural régional)
- Perspective Kamenoostrovski N°61 - rue Tchapyguine N°2: immeuble de rapport de l'ingénieur Zimmermann (1906)
- Rue Sadovaïa N°34: immeuble de la seconde société de crédit mutuel (1907-1909)
- Rue Bolchaïa Morskaïa N°3-5: banque de l'Azov et du Don (1908-1909 et 1912-1913)
- Quai du canal Griboïedov N°6 - rue Italienne N°2: bâtiment de la Compagnie pétrolière « Nobel frères » (monument architectural régional) (1909)
- Perspective Lesnoï N°21: hôtel particulier Nobel (1910)
- Perspective Lesnoï N°20/8: immeuble de rapport Nobel (1910-1911)
- Quai de la Fontanka N°54 - rue Rubinstein N°15-17: immeuble Tolstoï (monument architectural régional) (1910-1912)
- Rue Bolchaïa Morskaïa N°39 - perspective Voznessenski N°12: hôtel Astoria (1911-1912)
- Rue Grot N°5 - rue du Professeur-Popov N°41: immeuble de rapport de la banque de l'Azov et du Don (monument architectural régional) (1914-1915)
- Rue Bolchaïa Morskaïa N°18 - voie Kirpitchny N°5-7 - quai de la Moïka N°63: banque du Commerce extérieur de Russie, aujourd'hui université de technologie et de design (1915-1916, en collaboration avec Léon Benois), modifiée en 1929-1930

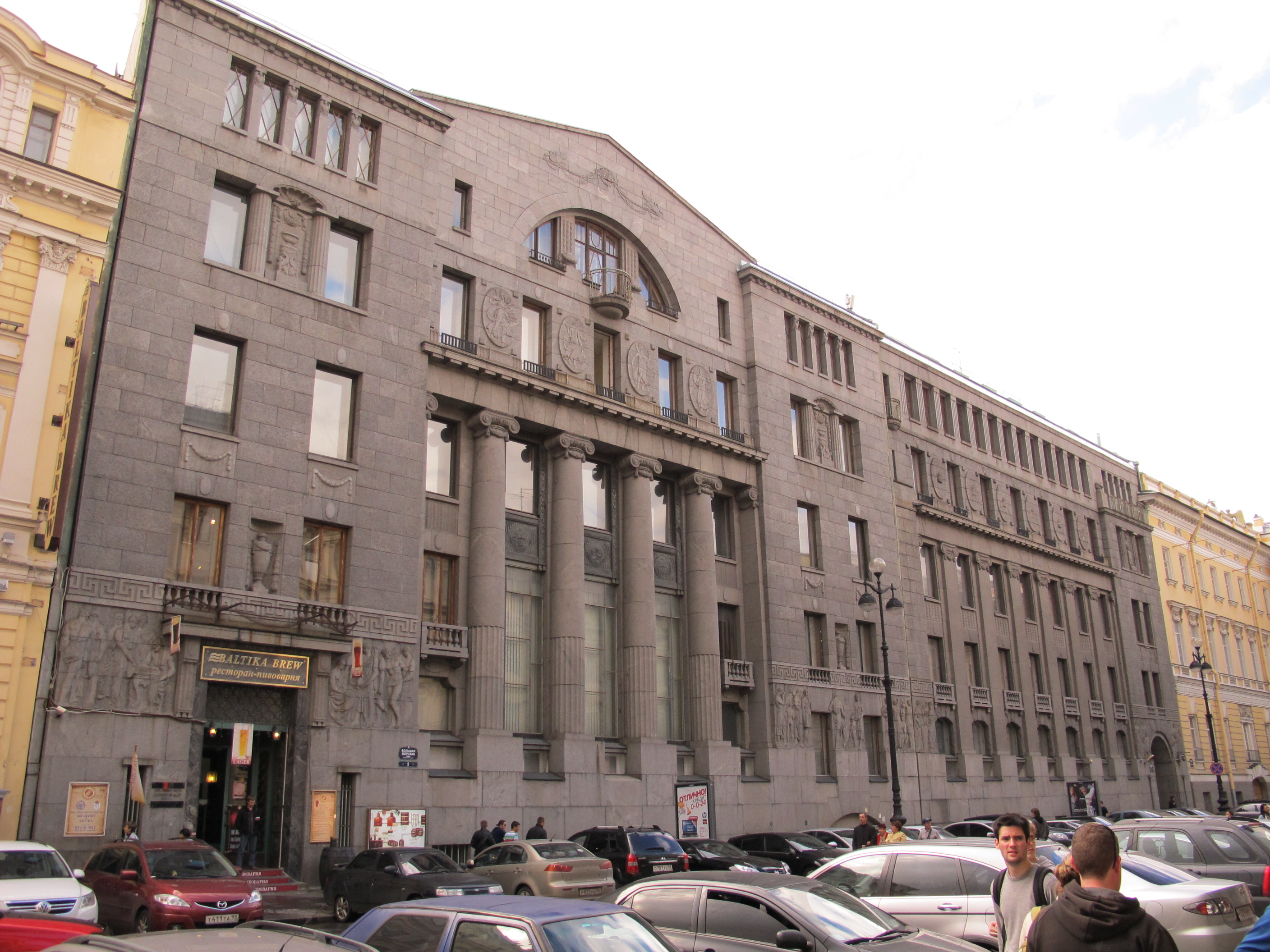
Façade de l'ancienne banque de l'Azov et du Don, près de la place du Palais (Saint-Pétersbourg)
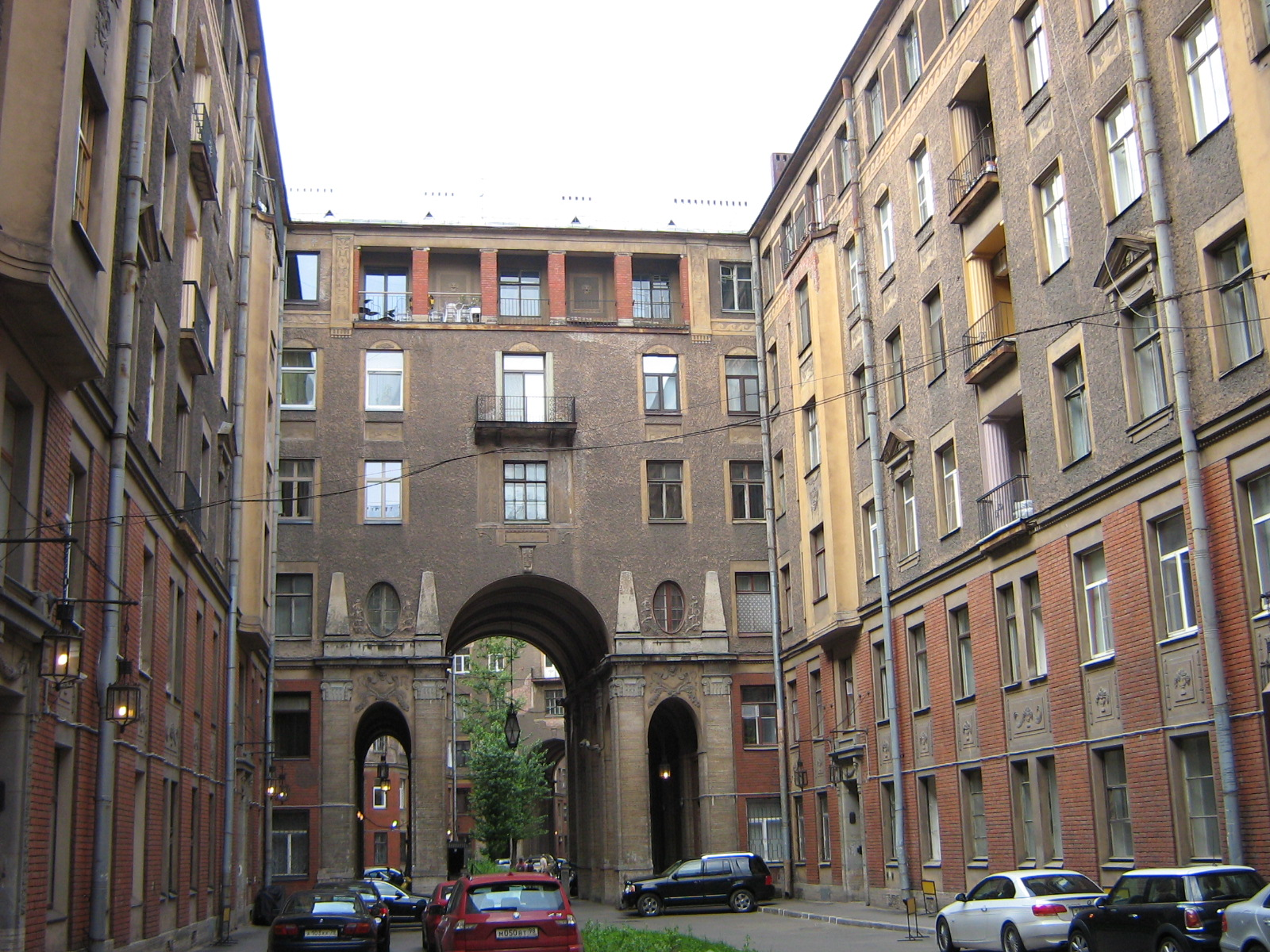
Cour intérieure de l'immeuble Tolstoï à Saint-Pétersbourg
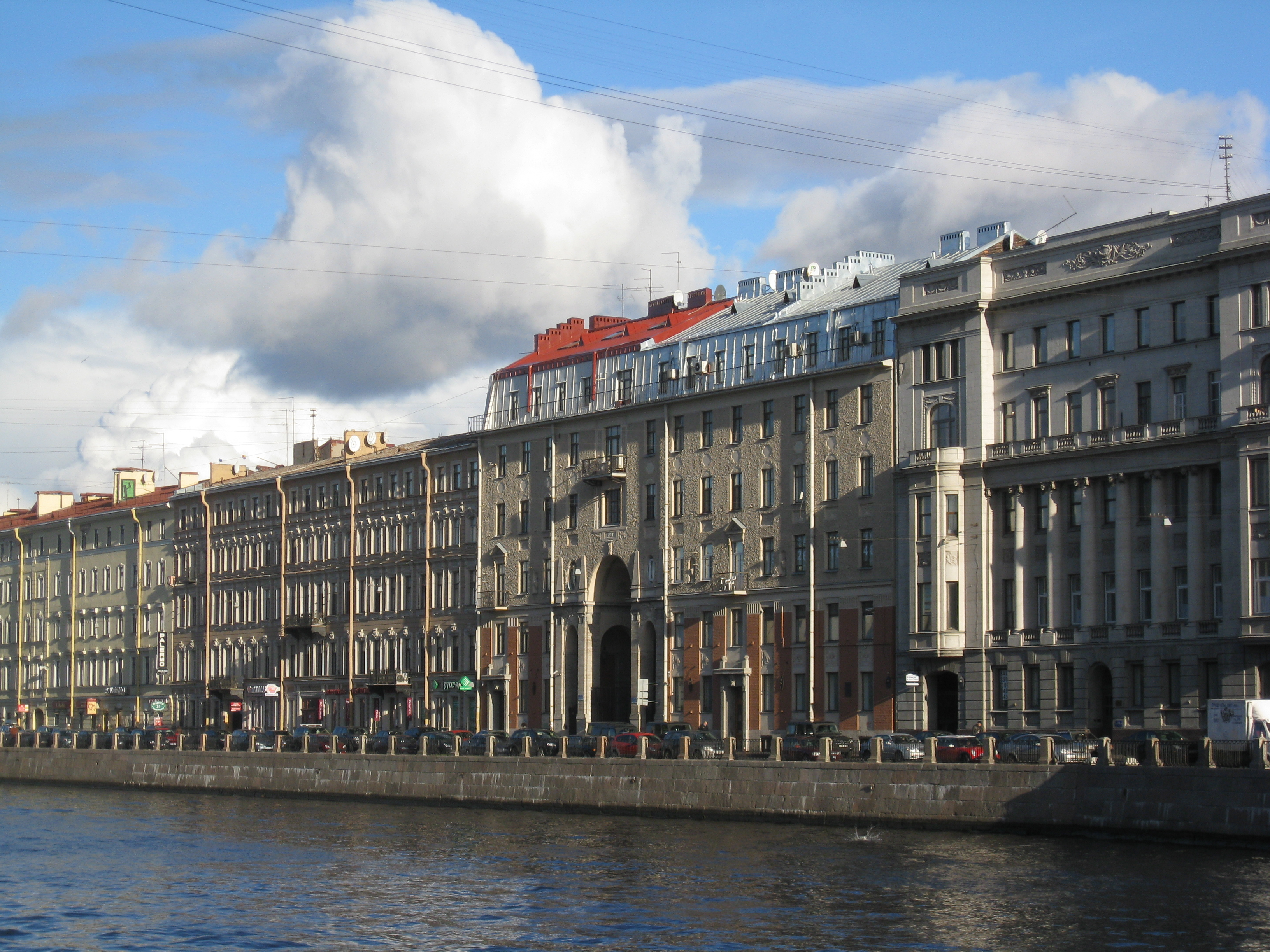
Façade de l'immeuble Tolstoï du côté de la Fontanka à Saint-Pétersbourg
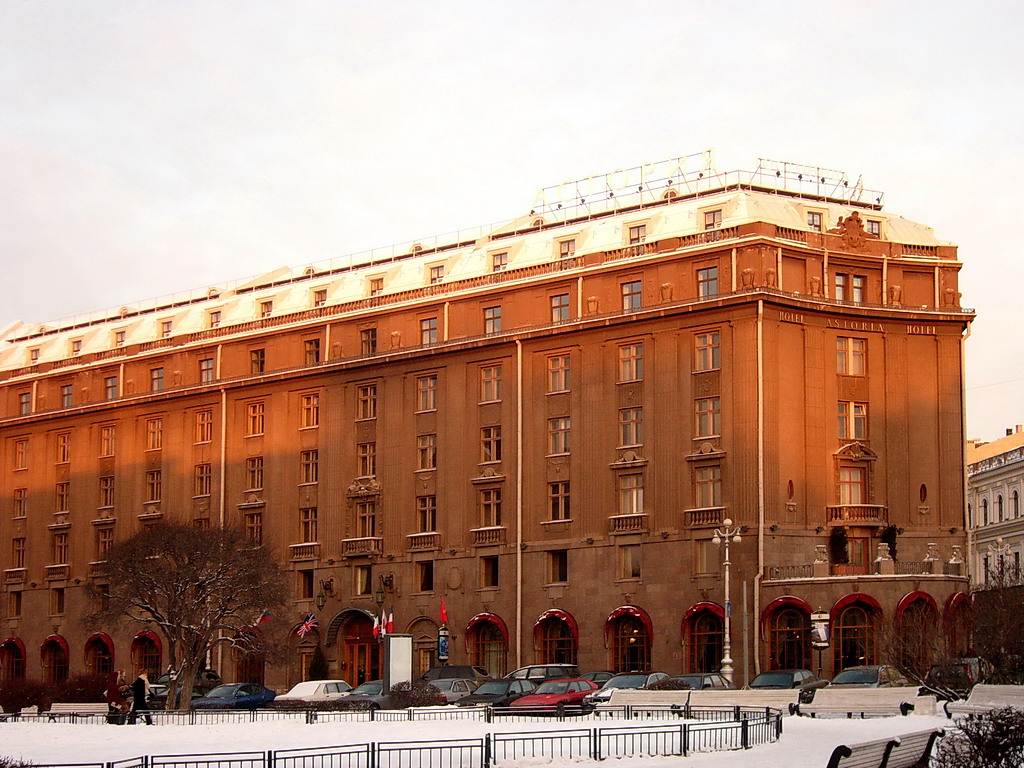
Façade de l'hôtel Astoria de Saint-Pétersbourg
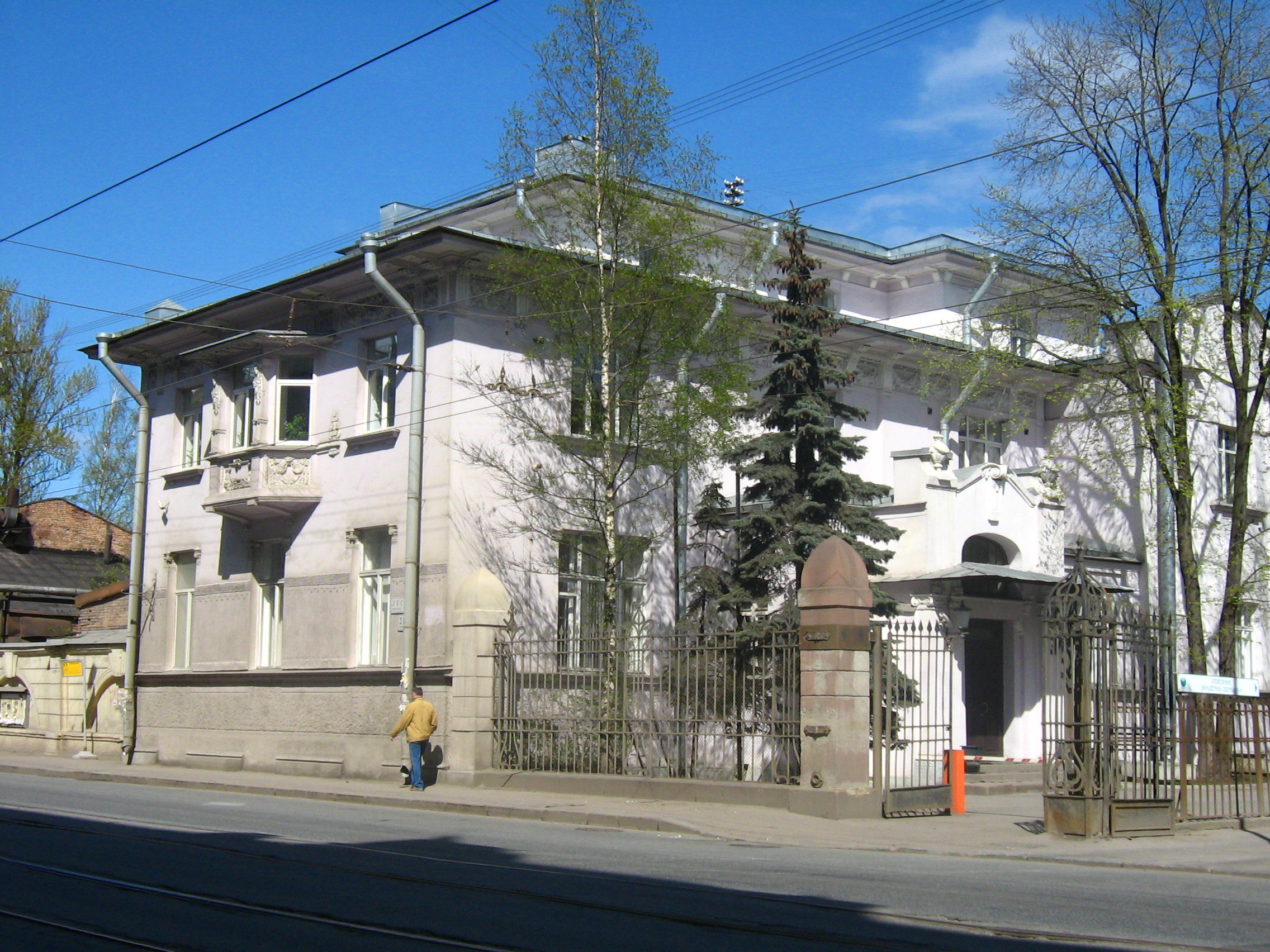
Hôtel particulier Nobel à Saint-Pétersbourg
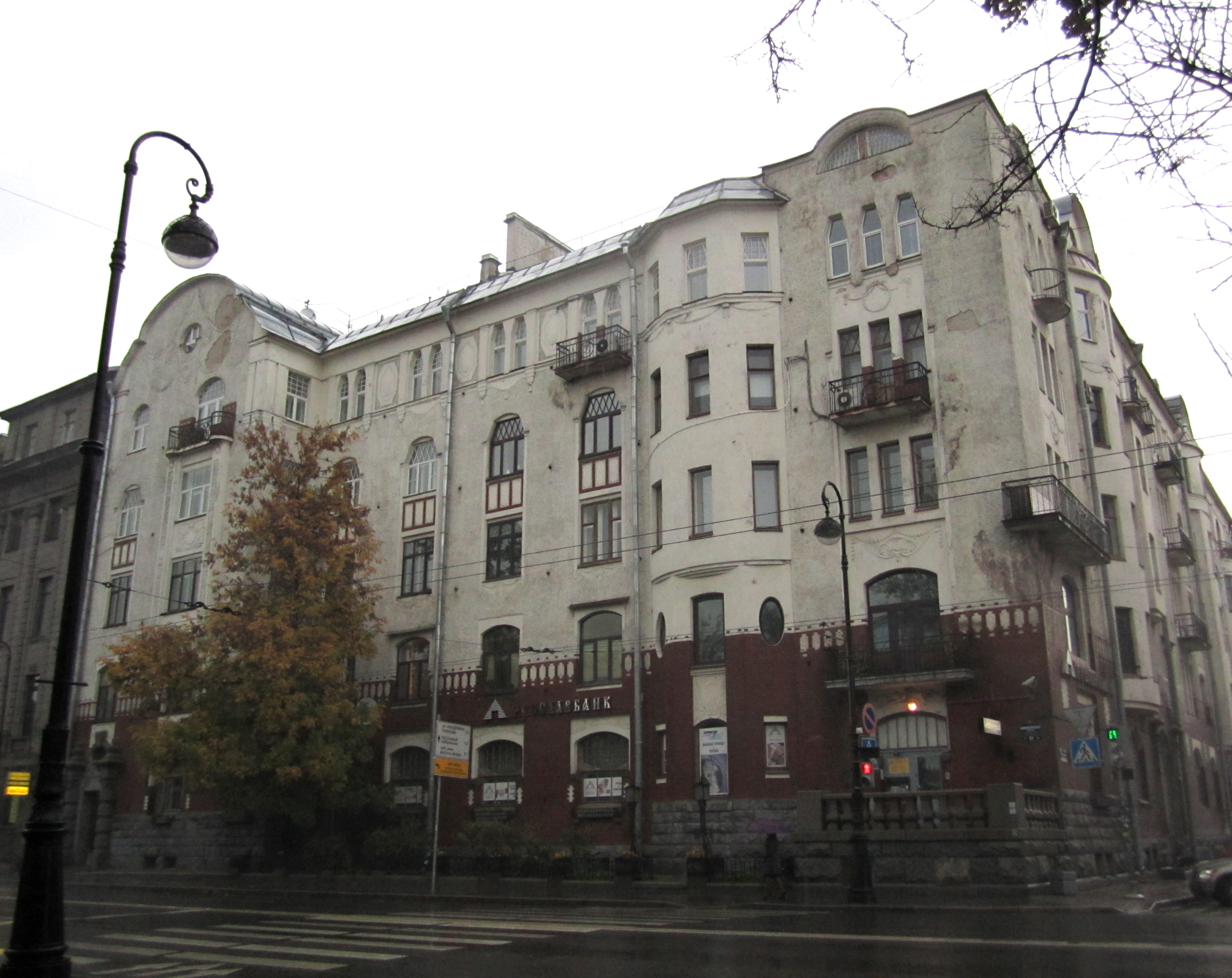
Immeuble Zimmermann à Saint-Pétersbourg
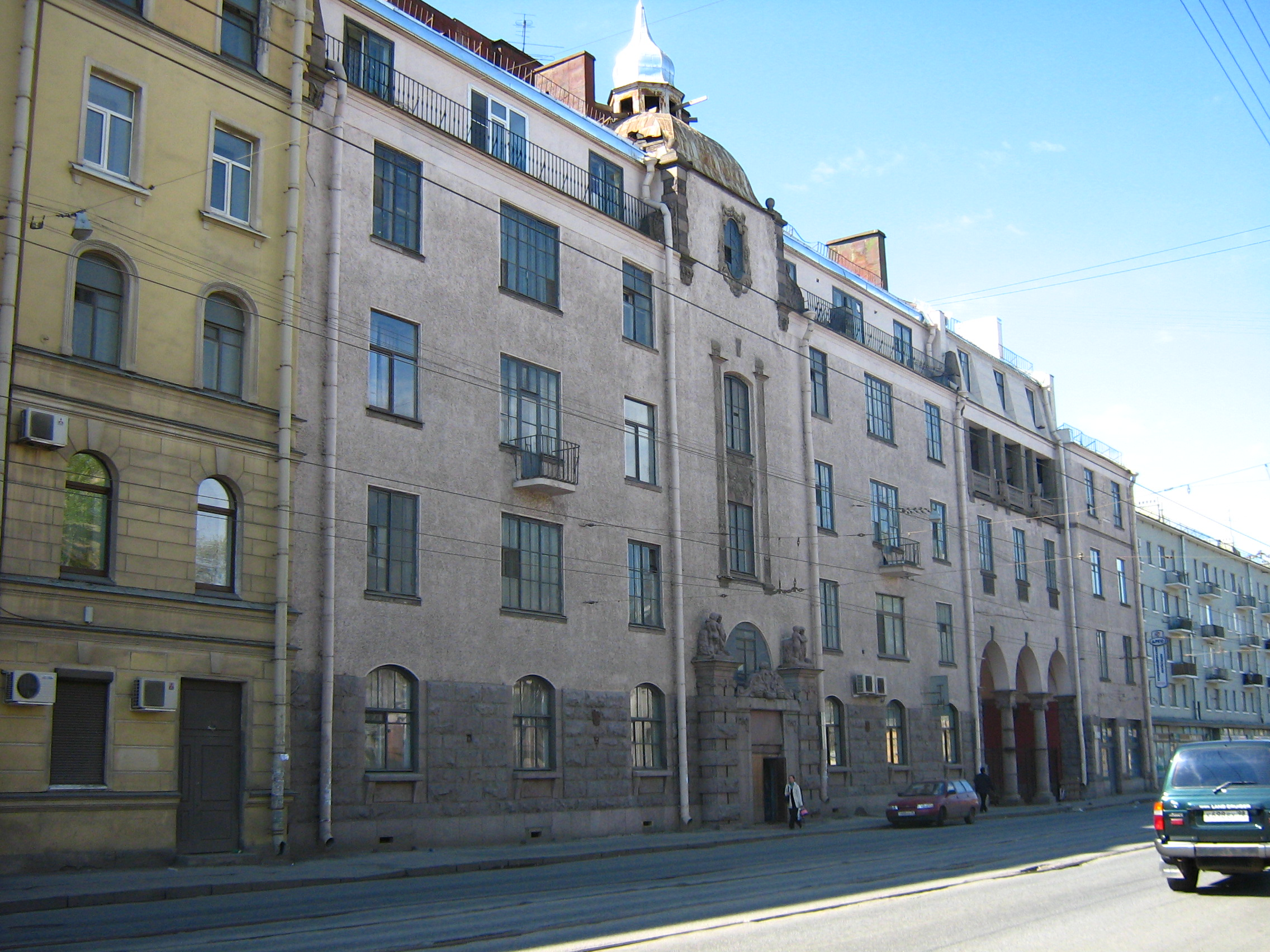
Immeuble de rapport Nobel à Saint-Pétersbourg
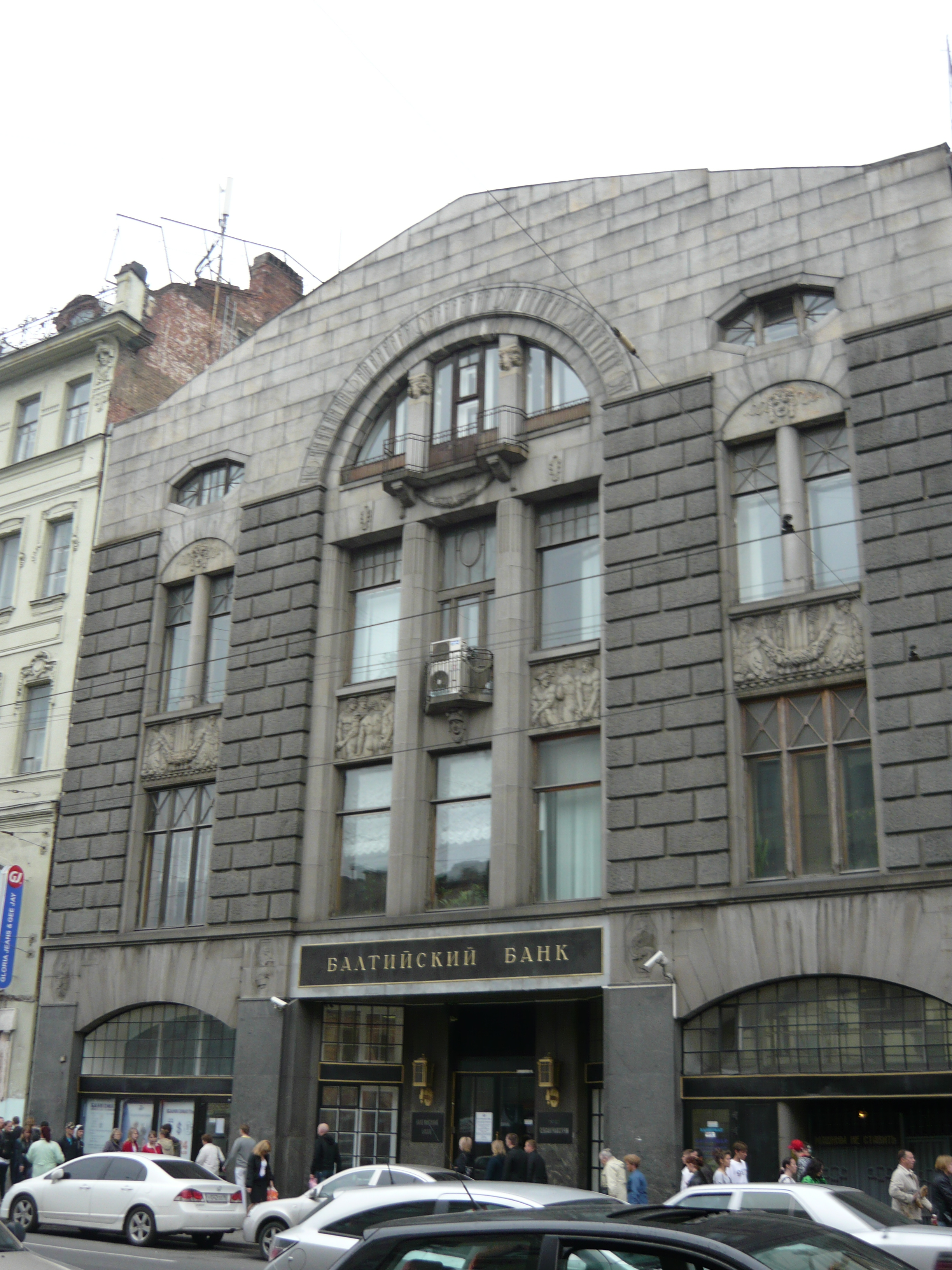
Bâtiment de la Seconde société de crédit mutuel, aujourd'hui banque de la Baltique à Saint-Pétersbourg

### Ailleurs en Russie impériale
- Astrakhan : filiale de la banque de l'Azov et du Don (1910), mélange de style Modern et de néoclassique
- Kharkov : filiale de la banque de l'Azov et du Don (au début des années 1910), place Nikolaïevskaïa
- Kiev : banque du Commerce extérieur de Russie (1915) décorant le Khrechtchatyk, près de la place de l'Indépendance

## Famille
Il épouse à Saint-Pétersbourg Margarete Fredrike Eilers qui lui donne trois enfants dont Anders Lidvall (1911-1990), futur architecte en Suède.